# Axel Ax:son Johnson (bergsingenjör)

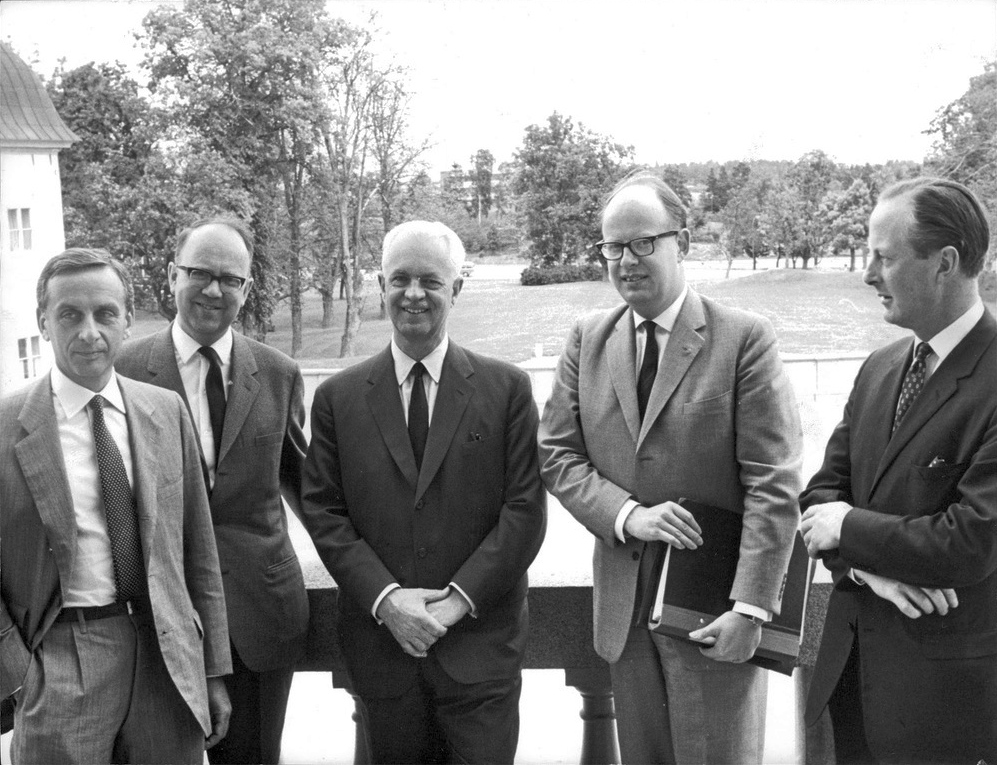
Axel Ax:son Johnson (i mitten) under en sjörättskonferens i Hässelby, 1965.

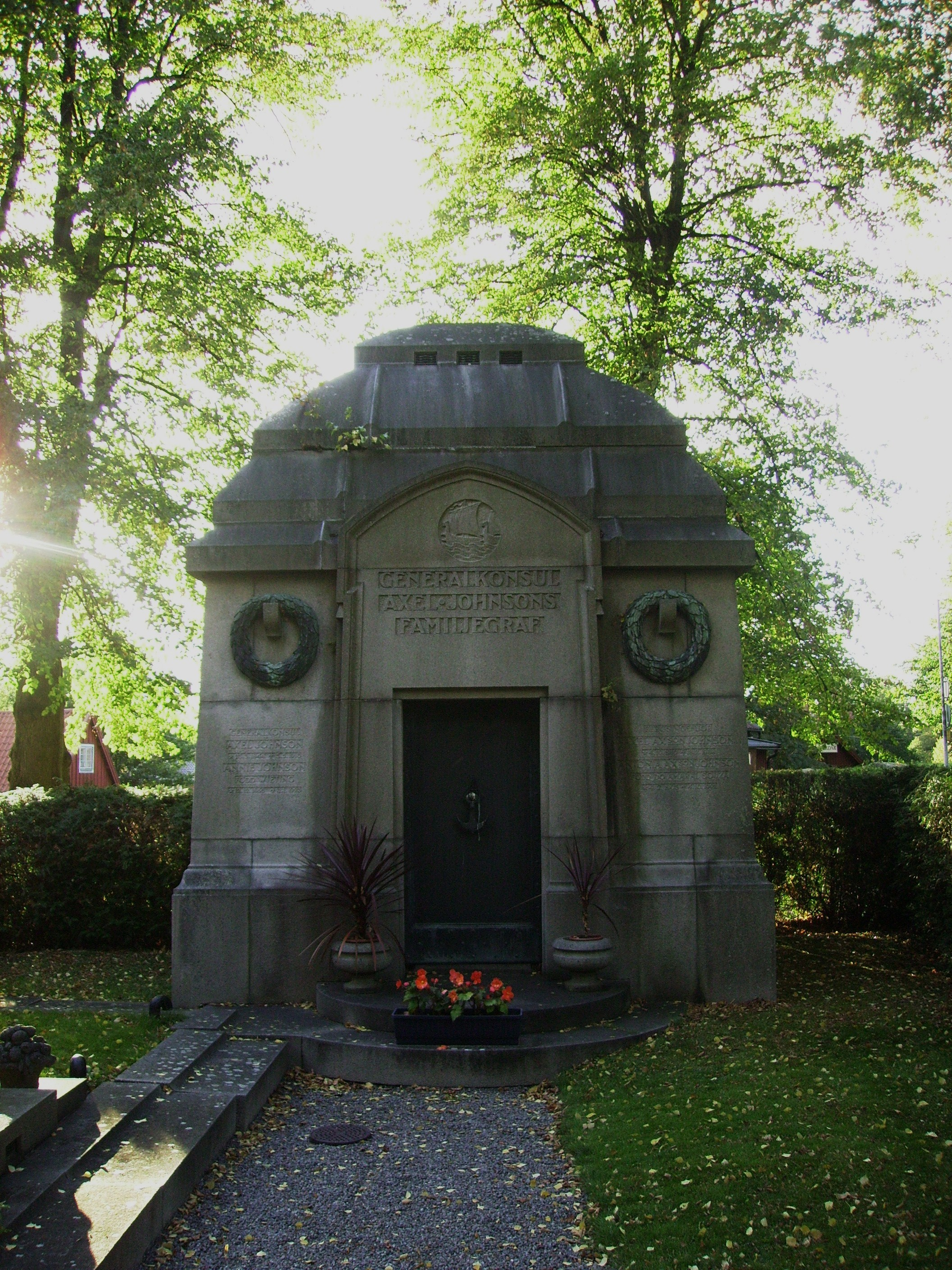
Ax:son Johnsonska familjegraven på Solna kyrkogård.

Axel Ax:son Johnson, född 4 oktober 1910 i Stockholm, död 19 februari 1988, var en svensk bergsingenjör och företagsledare.

## Uppdrag
Axel Johnson utexaminerades från Tekniska högskolan 1938 och blev därefter VD för Avestakoncernen jämte styrelseledamot i AB Motala verkstad, Pershytte grufvebolag och AB Stjärnfors-Ställdalen. Johnson var verkställande direktör för Rederi AB Nordstjernan från 1956 och ägare av A. Johnson & Co från 1961 (då han köpte ut sin bror Bo Ax:son Johnson ur bolaget som de ärvt 1958), och hade ett stort antal styrelseuppdrag inom näringslivet. Han var konsul för Thailand från 1946, och landets generalkonsul från 1958, ett uppdrag som även hans far innehade.
Johnson invaldes 1969 som ledamot av Ingenjörsvetenskapsakademien och blev 1984 hedersledamot av samma akademi. 1974 promoverades han till hedersdoktor vid Kungliga Tekniska högskolan.

## Familj
Axel Ax:son Johnson var son till redaren och generalkonsuln Axel Ax:son Johnson (1876–1958) och Margaret Ortwin. Han gifte sig 1941 med Antonia de Souza, och de fick dottern Antonia Ax:son Johnson.

## Utmärkelser
- Kommendör med stora korset av Nordstjärneorden, 16 november 1970.[4]
- Kommendör med stora korset av Vasaorden, 6 juni 1973.[5]